# Liga Mistrzów w piłce siatkowej (2001/2002)
Liga Mistrzów siatkarzy 2001/2002 (oficjalna nazwa: 2001/2002 Indesit European Champions League) - 2. sezon Ligi Mistrzów rozgrywanej od 2000 roku (42. turniej ogólnie, wliczając Puchar Europy Mistrzów Krajowych), organizowanej przez Europejską Konfederację Piłki Siatkowej (CEV) w ramach europejskich pucharów dla 16 męskich klubowych zespołów siatkarskich "starego kontynentu". 
W sezonie 2001/2002 Liga Mistrzów była najważniejszym turniejem klubowym w hierarchii CEV.
Zgodnie z regulaminem do zmagań o prymat w sezonie 2001/2002 dopuszczono 16 drużyn z 11 państw.
Turniej finałowy rozegrany został w dniach 23-24 marca w Opolu w Polsce.

## Drużyny uczestniczące
| Państwo   | Drużyna                                    |
| --------- | ------------------------------------------ |
| Austria   | hotVolleys Wiedeń (L1 + P1)                |
| Belgia    | Noliko Maaseik (L1 + P1)                   |
| Bułgaria  | Lewski Sikonko Sofia (L1 + P1)             |
| Francja   | Paris Volley (L1 + P1)                     |
| Francja   | Tours VB (L2)                              |
| Grecja    | Olympiakos SFP (L1 + P1)                   |
| Grecja    | GS Iraklis (L2)                            |
| Hiszpania | Unicaja Almería (L1)                       |
| Niemcy    | VfB Friedrichshafen (L1 + P1)              |
| Polska    | Mostostal-Azoty Kędzierzyn-Koźle (L1 + P1) |
| Rosja     | MGTU-Łużniki Moskwa (L1)                   |
| Rosja     | UEM-Izumrud Jekaterynburg (L2 + P1)        |
| Turcja    | Arçelik (L1 + P1)                          |
| Turcja    | İstanbul Büyükşehir Belediyesi (L2)        |
| Włochy    | Sisley Treviso (L1)                        |
| Włochy    | Lube Banca Marche Macerata (L5 + P1)       |

## Rozgrywki

### Faza grupowa

#### Grupa A
Tabela
| Lp. | Drużyna                   | Pkt | Mecze | Mecze | Mecze | Sety | Sety | Sety  | Małe punkty | Małe punkty | Małe punkty |
| Lp. | Drużyna                   | Pkt | M     | W     | P     | wyg. | prz. | ratio | zdob.       | str.        | ratio       |
| --- | ------------------------- | --- | ----- | ----- | ----- | ---- | ---- | ----- | ----------- | ----------- | ----------- |
| 1   | GS Iraklis                | 10  | 6     | 4     | 2     | 16   | 8    | 2.000 | 568         | 509         | 1.116       |
| 2   | Noliko Maaseik            | 10  | 6     | 4     | 2     | 14   | 11   | 1.273 | 557         | 540         | 1.031       |
| 3   | Paris Volley              | 8   | 6     | 2     | 4     | 11   | 15   | 0.733 | 569         | 571         | 0.996       |
| 4   | UEM-Izumrud Jekaterynburg | 8   | 6     | 2     | 4     | 9    | 16   | 0.563 | 493         | 567         | 0.869       |

Źródło: cev.lu
Zasady ustalania kolejności: 1. liczba zdobytych punktów; 2. wyższy stosunek setów; 3. wyższy stosunek małych punktów.
Punktacja: zwycięstwo – 2 pkt; porażka – 1 pkt
Wyniki spotkań
| Data       | Godz. | Drużyna 1                 | Wynik | Drużyna 2                 | 1     | 2     | 3     | 4     | 5     | Widzów | * |
| ---------- | ----- | ------------------------- | ----- | ------------------------- | ----- | ----- | ----- | ----- | ----- | ------ | - |
| 04.12.2001 | 20:10 | Paris Volley              | 2:3   | Noliko Maaseik            | 25:23 | 25:16 | 21:25 | 21:25 | 15:17 | 672    |   |
| 05.12.2001 | 17:30 | UEM-Izumrud Jekaterynburg | 0:3   | GS Iraklis                | 15:25 | 22:25 | 18:25 |       |       | 1700   |   |
|            |       |                           |       |                           |       |       |       |       |       |        |   |
| 13.12.2001 | 17:00 | GS Iraklis                | 3:0   | Paris Volley              | 25:21 | 25:20 | 25:21 |       |       | 540    |   |
| 12.12.2001 | 20:30 | Noliko Maaseik            | 3:1   | UEM-Izumrud Jekaterynburg | 25:17 | 25:10 | 23:25 | 25:16 |       | 3500   |   |
|            |       |                           |       |                           |       |       |       |       |       |        |   |
| 19.12.2001 | 20:00 | Paris Volley              | 2:3   | UEM-Izumrud Jekaterynburg | 25:17 | 26:28 | 20:25 | 25:22 | 6:15  | 1000   |   |
| 19.12.2001 | 20:30 | Noliko Maaseik            | 3:2   | GS Iraklis                | 23:25 | 25:21 | 25:20 | 20:25 | 17:15 | 3500   |   |
|            |       |                           |       |                           |       |       |       |       |       |        |   |
| 09.01.2002 | 17:30 | GS Iraklis                | 3:1   | Noliko Maaseik            | 25:17 | 22:25 | 25:15 | 28:26 |       | 1200   |   |
| 09.01.2002 | 17:00 | UEM-Izumrud Jekaterynburg | 2:3   | Paris Volley              | 18:25 | 25:21 | 25:20 | 18:25 | 11:15 | 2000   |   |
|            |       |                           |       |                           |       |       |       |       |       |        |   |
| 15.01.2002 | 20:00 | Paris Volley              | 1:3   | GS Iraklis                | 23:25 | 21:25 | 27:25 | 24:26 |       | 1300   |   |
| 16.01.2002 | 17:30 | UEM-Izumrud Jekaterynburg | 0:3   | Noliko Maaseik            | 23:25 | 21:25 | 18:25 |       |       | 2400   |   |
|            |       |                           |       |                           |       |       |       |       |       |        |   |
| 23.01.2002 | 20:30 | Noliko Maaseik            | 1:3   | Paris Volley              | 18:25 | 21:25 | 25:22 | 21:25 |       | 4200   |   |
| 23.01.2002 | 17:00 | GS Iraklis                | 2:3   | UEM-Izumrud Jekaterynburg | 25:17 | 23:25 | 25:20 | 23:25 | 15:17 | 500    |   |

#### Grupa B
Tabela
| Lp. | Drużyna                          | Pkt | Mecze | Mecze | Mecze | Sety | Sety | Sety  | Małe punkty | Małe punkty | Małe punkty |
| Lp. | Drużyna                          | Pkt | M     | W     | P     | wyg. | prz. | ratio | zdob.       | str.        | ratio       |
| --- | -------------------------------- | --- | ----- | ----- | ----- | ---- | ---- | ----- | ----------- | ----------- | ----------- |
| 1   | Mostostal-Azoty Kędzierzyn-Koźle | 11  | 6     | 5     | 1     | 15   | 9    | 1.667 | 535         | 504         | 1.062       |
| 2   | Olympiakos SFP                   | 10  | 6     | 4     | 2     | 14   | 9    | 1.556 | 541         | 496         | 1.091       |
| 3   | Lewski Sikonko Sofia             | 8   | 6     | 2     | 4     | 11   | 15   | 0.733 | 540         | 590         | 0.915       |
| 4   | hotVolleys Wiedeń                | 7   | 6     | 1     | 5     | 9    | 16   | 0.563 | 539         | 565         | 0.954       |

Źródło: cev.lu
Zasady ustalania kolejności: 1. liczba zdobytych punktów; 2. wyższy stosunek setów; 3. wyższy stosunek małych punktów.
Punktacja: zwycięstwo – 2 pkt; porażka – 1 pkt
Wyniki spotkań
| Data       | Godz. | Drużyna 1                        | Wynik | Drużyna 2                        | 1     | 2     | 3     | 4     | 5     | Widzów | * |
| ---------- | ----- | -------------------------------- | ----- | -------------------------------- | ----- | ----- | ----- | ----- | ----- | ------ | - |
| 06.12.2001 | 19:00 | Olympiakos SFP                   | 3:0   | hotVolleys Wiedeń                | 25:15 | 26:24 | 25:19 |       |       | 350    |   |
| 04.12.2001 | 17:00 | Mostostal-Azoty Kędzierzyn-Koźle | 3:1   | Lewski Sikonko Sofia             | 25:18 | 25:14 | 22:25 | 25:13 |       | 2600   |   |
|            |       |                                  |       |                                  |       |       |       |       |       |        |   |
| 12.12.2001 | 18:00 | Lewski Sikonko Sofia             | 3:1   | Olympiakos SFP                   | 25:22 | 21:25 | 25:18 | 25:21 |       | 3000   |   |
| 12.12.2001 | 20:15 | hotVolleys Wiedeń                | 2:3   | Mostostal-Azoty Kędzierzyn-Koźle | 25:19 | 21:25 | 22:25 | 25:20 | 13:15 | 2700   |   |
|            |       |                                  |       |                                  |       |       |       |       |       |        |   |
| 20.12.2001 | 19:00 | Olympiakos SFP                   | 3:0   | Mostostal-Azoty Kędzierzyn-Koźle | 25:21 | 25:17 | 25:18 |       |       | 300    |   |
| 19.12.2001 | 20:15 | hotVolleys Wiedeń                | 3:1   | Lewski Sikonko Sofia             | 25:15 | 25:21 | 21:25 | 25:21 |       | 2400   |   |
|            |       |                                  |       |                                  |       |       |       |       |       |        |   |
| 10.01.2002 | 18:00 | Lewski Sikonko Sofia             | 3:2   | hotVolleys Wiedeń                | 25:20 | 20:25 | 29:31 | 25:22 | 15:11 | 2800   |   |
| 08.01.2002 | 18:00 | Mostostal-Azoty Kędzierzyn-Koźle | 3:1   | Olympiakos SFP                   | 26:24 | 20:25 | 26:24 | 25:21 |       | 3000   |   |
|            |       |                                  |       |                                  |       |       |       |       |       |        |   |
| 17.01.2002 | 19:00 | Olympiakos SFP                   | 3:1   | Lewski Sikonko Sofia             | 25:14 | 25:18 | 21:25 | 25:22 |       | 400    |   |
| 15.01.2002 | 18:00 | Mostostal-Azoty Kędzierzyn-Koźle | 3:0   | hotVolleys Wiedeń                | 25:20 | 25:17 | 25:23 |       |       | 2500   |   |
|            |       |                                  |       |                                  |       |       |       |       |       |        |   |
| 23.01.2002 | 20:15 | hotVolleys Wiedeń                | 2:3   | Olympiakos SFP                   | 20:25 | 23:25 | 31:29 | 25:20 | 11:15 | 2700   |   |
| 23.01.2002 | 18:00 | Lewski Sikonko Sofia             | 2:3   | Mostostal-Azoty Kędzierzyn-Koźle | 25:20 | 20:25 | 25:20 | 15:25 | 14:16 | 3200   |   |

#### Grupa C
Tabela
| Lp. | Drużyna                    | Pkt | Mecze | Mecze | Mecze | Sety | Sety | Sety  | Małe punkty | Małe punkty | Małe punkty |
| Lp. | Drużyna                    | Pkt | M     | W     | P     | wyg. | prz. | ratio | zdob.       | str.        | ratio       |
| --- | -------------------------- | --- | ----- | ----- | ----- | ---- | ---- | ----- | ----------- | ----------- | ----------- |
| 1   | Lube Banca Marche Macerata | 11  | 6     | 5     | 1     | 16   | 7    | 2.286 | 546         | 474         | 1.152       |
| 2   | VfB Friedrichshafen        | 10  | 6     | 4     | 2     | 14   | 11   | 1.273 | 595         | 569         | 1.046       |
| 3   | Unicaja Almería            | 9   | 6     | 3     | 3     | 12   | 11   | 1.091 | 515         | 522         | 0.987       |
| 4   | Arçelik                    | 6   | 6     | 0     | 6     | 5    | 18   | 0.278 | 462         | 553         | 0.835       |

Źródło: cev.lu
Zasady ustalania kolejności: 1. liczba zdobytych punktów; 2. wyższy stosunek setów; 3. wyższy stosunek małych punktów.
Punktacja: zwycięstwo – 2 pkt; porażka – 1 pkt
Wyniki spotkań
| Data       | Godz. | Drużyna 1                  | Wynik | Drużyna 2                  | 1     | 2     | 3     | 4     | 5     | Widzów | * |
| ---------- | ----- | -------------------------- | ----- | -------------------------- | ----- | ----- | ----- | ----- | ----- | ------ | - |
| 06.12.2001 | 20:15 | VfB Friedrichshafen        | 3:1   | Arçelik                    | 25:22 | 28:26 | 23:25 | 25:23 |       | 1800   |   |
| 05.12.2001 | 20:00 | Unicaja Almería            | 1:3   | Lube Banca Marche Macerata | 14:25 | 25:22 | 24:26 | 23:25 |       | 2000   |   |
|            |       |                            |       |                            |       |       |       |       |       |        |   |
| 12.12.2001 | 20:00 | Lube Banca Marche Macerata | 1:3   | VfB Friedrichshafen        | 23:25 | 22:25 | 25:18 | 19:25 |       | 1200   |   |
| 11.12.2001 | 17:30 | Arçelik                    | 1:3   | Unicaja Almería            | 25:18 | 18:25 | 22:25 | 20:25 |       | 600    |   |
|            |       |                            |       |                            |       |       |       |       |       |        |   |
| 20.12.2001 | 20:00 | VfB Friedrichshafen        | 3:2   | Unicaja Almería            | 25:16 | 23:25 | 23:25 | 25:18 | 15:11 | 2030   |   |
| 18.12.2001 | 17:30 | Arçelik                    | 2:3   | Lube Banca Marche Macerata | 25:20 | 25:21 | 16:25 | 18:25 | 8:15  | 820    |   |
|            |       |                            |       |                            |       |       |       |       |       |        |   |
| 09.01.2002 | 20:00 | Lube Banca Marche Macerata | 3:0   | Arçelik                    | 25:13 | 25:21 | 25:12 |       |       | 1500   |   |
| 09.01.2002 | 20:00 | Unicaja Almería            | 3:1   | VfB Friedrichshafen        | 26:24 | 27:25 | 22:25 | 25:22 |       | 600    |   |
|            |       |                            |       |                            |       |       |       |       |       |        |   |
| 17.01.2002 | 20:15 | VfB Friedrichshafen        | 1:3   | Lube Banca Marche Macerata | 25:23 | 25:27 | 18:25 | 23:25 |       | 2500   |   |
| 16.01.2002 | 20:00 | Unicaja Almería            | 3:0   | Arçelik                    | 25:15 | 25:18 | 25:21 |       |       | 1500   |   |
|            |       |                            |       |                            |       |       |       |       |       |        |   |
| 23.01.2002 | 16:00 | Arçelik                    | 1:3   | VfB Friedrichshafen        | 18:25 | 28:30 | 25:23 | 18:25 |       | 700    |   |
| 23.01.2002 | 20:30 | Lube Banca Marche Macerata | 3:0   | Unicaja Almería            | 25:22 | 25:18 | 28:26 |       |       | 1550   |   |

#### Grupa D
Tabela
| Lp. | Drużyna                        | Pkt | Mecze | Mecze | Mecze | Sety | Sety | Sety  | Małe punkty | Małe punkty | Małe punkty |
| Lp. | Drużyna                        | Pkt | M     | W     | P     | wyg. | prz. | ratio | zdob.       | str.        | ratio       |
| --- | ------------------------------ | --- | ----- | ----- | ----- | ---- | ---- | ----- | ----------- | ----------- | ----------- |
| 1   | MGTU-Łużniki Moskwa            | 11  | 6     | 5     | 1     | 15   | 6    | 2.500 | 541         | 485         | 1.115       |
| 2   | Tours VB                       | 10  | 6     | 4     | 2     | 14   | 7    | 2.000 | 512         | 467         | 1.096       |
| 3   | Sisley Treviso                 | 9   | 6     | 3     | 3     | 12   | 10   | 1.200 | 534         | 500         | 1.068       |
| 4   | İstanbul Büyükşehir Belediyesi | 6   | 6     | 0     | 6     | 0    | 18   | 0.000 | 327         | 462         | 0.708       |

Źródło: cev.lu
Zasady ustalania kolejności: 1. liczba zdobytych punktów; 2. wyższy stosunek setów; 3. wyższy stosunek małych punktów.
Punktacja: zwycięstwo – 2 pkt; porażka – 1 pkt
Wyniki spotkań
| Data       | Godz. | Drużyna 1                      | Wynik | Drużyna 2                      | 1     | 2     | 3     | 4     | 5 | Widzów | * |
| ---------- | ----- | ------------------------------ | ----- | ------------------------------ | ----- | ----- | ----- | ----- | - | ------ | - |
| 05.12.2001 | 20:30 | Sisley Treviso                 | 1:3   | MGTU-Łużniki Moskwa            | 25:20 | 33:35 | 24:26 | 18:25 |   | 1800   |   |
| 05.12.2001 | 19:00 | İstanbul Büyükşehir Belediyesi | 0:3   | Tours VB                       | 20:25 | 10:25 | 20:25 |       |   | 750    |   |
|            |       |                                |       |                                |       |       |       |       |   |        |   |
| 11.12.2001 | 20:30 | Tours VB                       | 3:1   | Sisley Treviso                 | 25:22 | 22:25 | 25:22 | 25:21 |   | 3000   |   |
| 13.12.2001 | 19:00 | MGTU-Łużniki Moskwa            | 3:0   | İstanbul Büyükşehir Belediyesi | 25:11 | 25:11 | 37:35 |       |   | 1260   |   |
|            |       |                                |       |                                |       |       |       |       |   |        |   |
| 18.12.2001 | 20:00 | Sisley Treviso                 | 3:0   | İstanbul Büyükşehir Belediyesi | 25:12 | 25:18 | 25:18 |       |   | 220    |   |
| 18.12.2001 | 19:00 | MGTU-Łużniki Moskwa            | 3:1   | Tours VB                       | 32:30 | 23:25 | 25:23 | 25:22 |   | 1400   |   |
|            |       |                                |       |                                |       |       |       |       |   |        |   |
| 08.01.2002 | 20:30 | Tours VB                       | 3:0   | MGTU-Łużniki Moskwa            | 25:23 | 25:21 | 25:18 |       |   | 3200   |   |
| 09.01.2002 | 19:00 | İstanbul Büyükşehir Belediyesi | 0:3   | Sisley Treviso                 | 22:25 | 20:25 | 11:25 |       |   | 300    |   |
|            |       |                                |       |                                |       |       |       |       |   |        |   |
| 16.01.2002 | 20:30 | Sisley Treviso                 | 3:1   | Tours VB                       | 26:24 | 25:22 | 23:25 | 25:19 |   | 1500   |   |
| 16.01.2002 | 19:00 | İstanbul Büyükşehir Belediyesi | 0:3   | MGTU-Łużniki Moskwa            | 21:25 | 16:25 | 21:25 |       |   | 600    |   |
|            |       |                                |       |                                |       |       |       |       |   |        |   |
| 23.01.2002 | 19:00 | MGTU-Łużniki Moskwa            | 3:1   | Sisley Treviso                 | 25:23 | 31:33 | 25:22 | 25:17 |   | 2000   |   |
| 23.01.2002 | 20:00 | Tours VB                       | 3:0   | İstanbul Büyükşehir Belediyesi | 25:23 | 25:21 | 25:17 |       |   | 3300   |   |

### Faza play-off
| Data                   | Godz. | Drużyna 1                  | Wynik | Drużyna 2                        | 1     | 2     | 3     | 4     | 5     | Widzów | * |
| ---------------------- | ----- | -------------------------- | ----- | -------------------------------- | ----- | ----- | ----- | ----- | ----- | ------ | - |
| 14.02.2002             | 19:00 | VfB Friedrichshafen        | 3:1   | Mostostal-Azoty Kędzierzyn-Koźle | 30:32 | 25:23 | 28:26 | 25:22 |       | 3000   |   |
| 20.02.2002             | 18:00 | VfB Friedrichshafen        | 1:31  | Mostostal-Azoty Kędzierzyn-Koźle | 21:25 | 25:20 | 20:25 | 17:25 |       | 3000   |   |
|                        |       |                            |       |                                  |       |       |       |       |       |        |   |
| 13.02.2002             | 19:00 | MGTU-Łużniki Moskwa        | 0:3   | Olympiakos SFP                   | 23:25 | 23:25 | 24:26 |       |       | 1700   |   |
| 20.02.2002             | 19:00 | MGTU-Łużniki Moskwa        | 3:2   | Olympiakos SFP                   | 16:25 | 17:25 | 25:21 | 25:18 | 15:12 | 1000   |   |
|                        |       |                            |       |                                  |       |       |       |       |       |        |   |
| 13.02.2002             | 20:30 | Lube Banca Marche Macerata | 2:3   | Noliko Maaseik                   | 25:17 | 25:22 | 21:25 | 22:25 | 14:16 | 1800   |   |
| 20.02.2002             | 20:30 | Lube Banca Marche Macerata | 3:0   | Noliko Maaseik                   | 25:22 | 26:24 | 25:19 |       |       | 4500   |   |
|                        |       |                            |       |                                  |       |       |       |       |       |        |   |
| 13.02.2002             | 18:00 | GS Iraklis                 | 3:0   | Tours VB                         | 25:21 | 25:17 | 25:22 |       |       | 2000   |   |
| 20.02.2002             | 20:00 | GS Iraklis                 | 3:0   | Tours VB                         | 25:18 | 26:24 | 25:21 |       |       | 3000   |   |
| 1 małe punkty: 191:198 |       |                            |       |                                  |       |       |       |       |       |        |   |

### Final Four
|  | Półfinały | Półfinały                        | Półfinały |  |  | Finał             | Finał                            | Finał             |
|  |           |                                  |           |  |  |                   |                                  |                   |
|  | Polska    | Mostostal-Azoty Kędzierzyn-Koźle | 1         |  |  |                   |                                  |                   |
|  | Grecja    | Olympiakos SFP                   | 3         |  |  |                   |                                  |                   |
|  |           |                                  |           |  |  | Grecja            | Olympiakos SFP                   | 1                 |
|  |           |                                  |           |  |  | Włochy            | Lube Banca Marche Macerata       | 3                 |
|  | Włochy    | Lube Banca Marche Macerata       | 3         |  |  |                   |                                  |                   |
|  | Grecja    | GS Iraklis                       | 2         |  |  | Mecz o 3. miejsce | Mecz o 3. miejsce                | Mecz o 3. miejsce |
|  |           |                                  |           |  |  |                   |                                  |                   |
|  |           |                                  |           |  |  | Polska            | Mostostal-Azoty Kędzierzyn-Koźle | 2                 |
|  |           |                                  |           |  |  | Grecja            | GS Iraklis                       | 3                 |

#### Półfinały
| Data       | Godz. | Drużyna 1                        | Wynik | Drużyna 2      | 1     | 2     | 3     | 4     | 5     | Widzów | * |
| ---------- | ----- | -------------------------------- | ----- | -------------- | ----- | ----- | ----- | ----- | ----- | ------ | - |
| 23.03.2002 | 20:00 | Mostostal-Azoty Kędzierzyn-Koźle | 1:3   | Olympiakos SFP | 23:25 | 26:24 | 23:25 | 23:25 |       | 4000   |   |
| 23.03.2002 | 17:00 | Lube Banca Marche Macerata       | 3:2   | GS Iraklis     | 15:25 | 25:18 | 25:20 | 20:25 | 15:11 | 4000   |   |

#### Mecz o 3. miejsce
| Data       | Godz. | Drużyna 1                        | Wynik | Drużyna 2  | 1     | 2     | 3     | 4     | 5     | Widzów | * |
| ---------- | ----- | -------------------------------- | ----- | ---------- | ----- | ----- | ----- | ----- | ----- | ------ | - |
| 24.03.2002 | 15:00 | Mostostal-Azoty Kędzierzyn-Koźle | 2:3   | GS Iraklis | 27:25 | 25:23 | 22:25 | 29:31 | 10:15 | 4000   |   |

#### Finał
| Data       | Godz. | Drużyna 1      | Wynik | Drużyna 2                  | 1     | 2     | 3     | 4     | 5 | Widzów | * |
| ---------- | ----- | -------------- | ----- | -------------------------- | ----- | ----- | ----- | ----- | - | ------ | - |
| 24.03.2002 | 18:00 | Olympiakos SFP | 1:3   | Lube Banca Marche Macerata | 18:25 | 22:25 | 29:27 | 23:25 |   | 3750   |   |

## Klasyfikacja końcowa
| Miejsce | Drużyna                          |
| ------- | -------------------------------- |
| 1       | Lube Banca Marche Macerata       |
| 2       | Olympiakos SFP                   |
| 3       | GS Iraklis                       |
| 4       | Mostostal-Azoty Kędzierzyn-Koźle |
| 5-8     | MGTU-Łużniki Moskwa              |
| 5-8     | Noliko Maaseik                   |
| 5-8     | Tours VB                         |
| 5-8     | VfB Friedrichshafen              |